# Johannes von Rheinfelden
Johannes von Rheinfelden was een Duitse monnik van de dominicaanse orde die leefde in de 14e en 15e eeuw. Von Rheinfelden is alleen bekend als schrijver van diverse teksten over oude kaartspelen. Zijn eerste publicatie hierover stamt uit het jaar 1377, deze wordt over het algemeen gezien als de allereerste publicatie over kaartspelen.
Zijn achternaam is overigens misleidend, want hij leefde in Freiburg im Breisgau.